# Burdon
Burdon es un pueblo y una parroquia civil del distrito de Sunderland, en el condado de Tyne y Wear (Inglaterra).

## Geografía
Según la Oficina Nacional de Estadística británica, Burdon tiene una superficie de 5,22 km².

## Demografía
Según el censo de 2001, Burdon tenía 971 habitantes (50,36% varones, 49,64% mujeres) y una densidad de población de 186,02 hab/km². El 26,47% eran menores de 16 años, el 73,12% tenían entre 16 y 74, y el 0,41% eran mayores de 74. La media de edad era de 29,72 años. Del total de habitantes con 16 o más años, el 24,65% estaban solteros, el 68,07% casados, y el 7,28% divorciados o viudos.
Según su grupo étnico, el 97,62% de los habitantes eran blancos, el 0,31% mestizos, el 1,45% asiáticos, y el 0,62% chinos. La mayor parte (98,15%) eran originarios del Reino Unido. El resto de países europeos englobaban al 0,41% de la población, mientras que el 1,44% había nacido en cualquier otro lugar. El cristianismo era profesado por el 84,48%, el budismo por el 0,51%, el hinduismo por el 0,31%, el judaísmo por el 0,31%, y el sijismo por el 1,13%. El 7,5% no eran religiosos y el 5,76% no marcaron ninguna opción en el censo.
Había 350 hogares con residentes y 6 vacíos.